# Tomás Ángeles Dauahare
Tomás Ángeles Dauahare (Ciudad de México, 8 de noviembre de 1942) es un militar retirado del Ejército Mexicano, donde alcanzó el grado máximo de General de división, y ocupó entre 2006 y 2008 el cargo de Subsecretario de la Defensa Nacional. En 2012 fue acusado por supuestos vínculos con el narcotráfico y encarcelado sin sentencia, finalmente fue exonerado en 2013.

## Biografía
Tomás Ángeles Dauahare nació en la Ciudad de México el 8 de noviembre de 1942. Ingresó al Heroico Colegio Militar el 20 de enero de 1961 y egresó del mismo el 1 de enero de 1964. Es nieto del caudillo de la revolución mexicana, Gral. Felipe Ángeles.
Entre los numerosos cargos que ocupó están subjefe de Estado Mayor de la 25.ª Zona Militar, ayudante general en el Colegio de Defensa Nacional, comandante del 27.º Batallón de Infantería, comandante del 5.º Batallón de Infantería, jefe de la Sección Quinta (Planes Estratégicos) del Estado Mayor de la Defensa Nacional y jefe de Estado Mayor de la 23.ª Zona Militar. En 1994 se convirtió en secretario particular del secretario de la Defensa Nacional, Gral. Enrique Cervantes Aguirre, permaneciendo en dicho cargo en los seis años del gobierno de Ernesto Zedillo, el 20 de noviembre de 2000 ascendió al grado máximo de General de División en dos periodos diferentes, ocupando el cargo de Agregado Militar y Aéreo en la Embajada de México en Estados Unidos.
De 2000 a 2002 ocupó el cargo de director del Heroico Colegio Militar, y de 2002 a 2006 el de director general del Instituto de Seguridad Social de las Fuerzas Armadas; en 2006 fue nombrado por el presidente Felipe Calderón subsecretario de la Defensa Nacional, cargo que dejó en 2008 al pasar a retiro por motivos de edad.
El 16 de mayo de 2012 fue detenido por elementos del Ejército Mexicano siguiendo una orden de presentación en su contra solicitada por la Procuraduría General de la República para ser investigado por nexos con el narcotráfico, sin embargo la fiscalía de la Federación (identificado con el número de correspondencia interna 4846) formuló conclusiones de inculpabilidad a favor del General Tomás Ángeles Dauahare, teniendo libertad de tales acusaciones sin fundamentos el 17 de abril de 2013, del Centro Federal de Readaptación número 1 Altiplano, en el Estado de México.
A partir del 1 de mayo de 2013, trabaja como asesor del Secretario de la Defensa Nacional, Salvador Cienfuegos Zepeda. El 12 de julio recibió un Honoris Causa, por el Día del Abogado.